# El silenci de l'aigua
El silenci de l'aigua (河边的错误), transcrit com a Hebian de cuowu; comercialitzada internacionalment com Only the River Flows és una pel·lícula art neo-noir xinesa del 2023 dirigida per Wei Shujun, que va coescriure el guió amb Kang Chunlei. La pel·lícula, protagonitzada per Zhu Yilong, està basada en la novel·la curta de Yu Hua Errors al riu. Segueix un cap de policia mentre investiga una sèrie d'assassinats en una ciutat riberenca de la Xina rural als anys noranta. La pel·lícula va ser seleccionada per competir a la secció Un Certain Regard del 76è Festival Internacional de Cinema de Canes el maig de 2023. La pel·lícula es va estrenar a les sales de cinema a la Xina el 21 d'octubre de 2023. A partir del 7 de novembre, la taquilla total de la pel·lícula és de 301 milions de RMB, que la situa entre les pel·lícules d'art més taquillera de la Xina. S'ha subtitulat al català.

## Argument
El cap de policia, Ma Zhe, investiga una sèrie d'assassinats en una ciutat riberenca de la Xina rural als anys noranta. Tot i que una detenció es fa ràpidament, les pistes empenyen el policia a aprofundir en el comportament ocult dels habitants i a reunir la veritat.

## Repartiment
- Zhu Yilong com a Ma Zhe
- Chloe Maayan com a Bai Jie
- Hou Tianlai com a cap de policia
- Tong Linkai com a Xie

## Producció
Just abans del rodatge, la pandèmia de COVID-19 tornava a augmentar i tot l'equip havia estat bloquejat. L'equip va tenir uns 45 dies de preparació i aproximadament 45 dies de rodatge, i va haver de fer una pausa durant dos dies quan Wei Shujun i Zhu Yilong van donar positiu.
La Fotografia principal va tenir lloc al Nanfeng, Jiangxi el 19 de desembre de 2022 i es va acabar a principis de febrer de 2023. "La pel·lícula es va rodar majoritàriament en ordre cronològic com en el guió". Zhu Yilong va guanyar pes durant la preparació per donar al personatge una aparença pesada per l'excés de treball, i després va perdre 55 lliures durant els 45 dies de rodatge mentre es desenvolupava la història. Gairebé tota la pel·lícula es va rodar en 16 mm.

## Estrena

### Estrena mundial
La pel·lícula va ser seleccionada per competir a la secció Un Certain Regard del 76è Festival Internacional de Cinema de Canes, on es va estrenar el 20 de maig de 2023.

### Inscripcions al festival de cinema
| Data             | Àrea            | Festival                                                                   | Ref    |
| ---------------- | --------------- | -------------------------------------------------------------------------- | ------ |
| 20 maig 2023     | França          | 76è Festival Internacional de Cinema de Canes: Un Certain Regard           | [ 4 ]  |
| 13 juliol 2023   | Israel          | 40è Festival de Cinema de Jerusalem: Competició internacional              | [ 12 ] |
| 19 juliol 2023   | Nova Zelanda    | Festival Internacional de Cinema de Nova Zelanda 2023                      | [ 13 ] |
| 14 setembre 2023 | Austràlia       | 2023 Festival Internacional de Cinema de Darwin                            | [ 14 ] |
| 23 setembre 2023 | Macedònia       | 40è Festival Internacional de Cinema Germans Manaki                        | [ 15 ] |
| 27 setembre 2023 | Grècia          | 29th Festival Internacional de Cinema d'Atenes                             | [ 16 ] |
| 28 setembre 2023 | Canada          | 42è Festival Internacional de Cinema de Vancouver: Panorama                | [ 17 ] |
| 4 octubre 2023   | Corea del sud   | 28è Festival Internacional de Cinema de Busan: A Window on Asian Cinema    | [ 18 ] |
| 4 octubre 2023   | Anglaterra      | 67è Festival de Cinema de Londres                                          | [ 19 ] |
| 4 octubre 2023   | República Txeca | BE2CAN 2023                                                                | [ 20 ] |
| 11 octubre 2023  | Xina            | 7è Festival Internacional de Cinema de Pingyao                             |        |
| 11 octubre 2023  | United States   | 59è Festival Internacional de Cinema de Chicago                            | [ 21 ] |
| 12 octubre 2023  | Espanya         | CLAM – Festival Internacional de Cinema Social de Catalunya                | [ 22 ] |
| 13 octubre 2023  | Estats Units    | 24è Festival de Cinema de Newport Beach: International Spotlights          | [ 23 ] |
| 18 octubre 2023  | Austrèlia       | Festival de Cinema d'Adelaide                                              | [ 24 ] |
| 18 octubre 2023  | Noruega         | 24è Festival Internacional de Cinema de Bergen                             | [ 25 ] |
| 19 octubre 2023  | Austria         | 61è Festival Internacional de Cinema de Viena                              | [ 26 ] |
| 19 octubre 2023  | Brasil          | 47a Mostra Internacional de Cinema de São Paulo: International Perspective | [ 27 ] |
| 20 octubre 2023  | Romania         | 14ns Les Films de Cannes à Bucarest                                        | [ 28 ] |
| 25 octubre 2023  | Espanya         | Asian Film Festival Barcelona 2023: Secció oficial Panorama                | [ 29 ] |
| 8 novembre 2023  | Suècia          | 34è Festival Internacional de Cinema d'Estocolm: Competició                | [ 30 ] |
| 11 novembre 2023 | Polònis         | Camerimage: Contemporary World Cinema                                      | [ 31 ] |
| 11 novembre 2023 | Noruega         | 33na Films from the South Festival: Spotlight China                        | [ 32 ] |
| 16 novembre 2023 | Alemanya        | 72è Festival Internacional de Cinema Mannheim-Heidelberg                   | [ 33 ] |
| 17 novembre 2023 | Filipines       | QCinema International Film Festival                                        | [ 34 ] |
| 19 novembre 2023 | Japó            | Tokyo Filmex 2023                                                          | [ 35 ] |

### Estrena en sales
| Data            | Àrea      |
| --------------- | --------- |
| 21 octubre 2023 | Xina      |
| 2 novembre 2023 | Austràlia |

## Recepció

### Resposta crítica
Al lloc web de l'agregador de ressenyes Rotten Tomatoes, Only the River Flows té una puntuació d'aprovació del 89%.
Screen Daily va afirmar "tot i que aparentment és una noir, és un recordatori de les perspectives narratives alternatives i la sofisticació cinematogràfica que han fet avançar el cinema en el passat. El disseny de producció és agradable i la cinematografia és realment feta per estrelles". The Hollywood Reporter va declarar "La vergonya i el secret semblen ser els principis rectors en un moment i en un lloc, on l'obediència comptava més, i Wei observa amb atenció com l'adhesió a les normes socials podria portar a algunes persones al límit. Fins i tot si Ma Zhe acaba atrapant l'assassí, o almenys el tipus que creu que és l'assassí, és una victòria amarga, una font d'angoixa privada malgrat el seu triomf públic." Asia Movie Pulse va afirmar "especialment la fricció que sorgeix del fet que el seu futur fill naixerà amb un trastorn. Ma Zhe afirma repetidament que se suposa que ho han d'avortar, però la seva dona insisteix que "el seu cos, la seva decisió" en un comentari que es fa ressò amb força fins i tot avui, però encara més a la política del fill únic a la Xina dels anys 90. La forma en què aquest tema i la forma en què es desenvolupa el cas donen llum al personatge del protagonista és probablement l'aspecte més atractiu de la pel·lícula." AwardsWatch també va valorara favor la performance i la fotografia després del Festival de Cinema de Londres afirmant que "Yilong ofereix una actuació subtilment excel·lent recolzada per un conjunt convincent que dona vida a la visió tèrbola però refinada de Shujun". "L'aspecte molt fosc de la cinematografia de 16 mm de Chengma Zhiyuan dona a la pel·lícula una sensació no contemporània."

### Reconeixements
| Premi / Festival                                                | Data de cerimònia | Categoria                         | Recipient(s)         | Resultat  |
| --------------------------------------------------------------- | ----------------- | --------------------------------- | -------------------- | --------- |
| Festival Internacional de Cinema de Canes                       | 26 maig 2023      | Un Certain Regard                 | Only the River Flows | Nominat   |
| Fesetival de Cinema de Jerusalem                                | 20 juliol 2023    | Competició internacional          | Only the River Flows | Nominat   |
| Manaki Brothers – International Cinematographers' Film Festival | 29 setembre 2023  | Secció oficial: Silver Camera 300 | Chengma Zhiyuan      | Guanyador |
| Festival Internacional de Cinema de Pingyao                     | 16 octubre 2023   | Premis Fei Mu : Mllor pel·lícula  | Only the River Flows | Guanyador |
| Festival Internacional de Cinema de Chicago                     | 22 octubre 2023   | Competició internacional          | Only the River Flows | Nominat   |
| Asian Film Festival Barcelona                                   | 6 novembre 2023   | Panorama: Millor pel·lícula       | Only the River Flows | Guanyador |
| Festival Internacional de Cinema d'Estocolm                     | 17 novembre 2023  | Stockholm Competition             | Only the River Flows | Nominat   |
| Tokyo Filmex 2023                                               | 26 novembre 2023  | Competition Grand Prize           | Only the River Flows | Nominat   |